# نمس هندي صغير
النمس الهندي الصغير (الاسم العلمي: Urva auropunctata) هو أنواع أنواع النمس موطنه العراق وشمال الهند؛ كما أُدخِل إلى العديد من جزر البحر الكاريبي والمحيط الهادئ.